# Maria Sjarapova

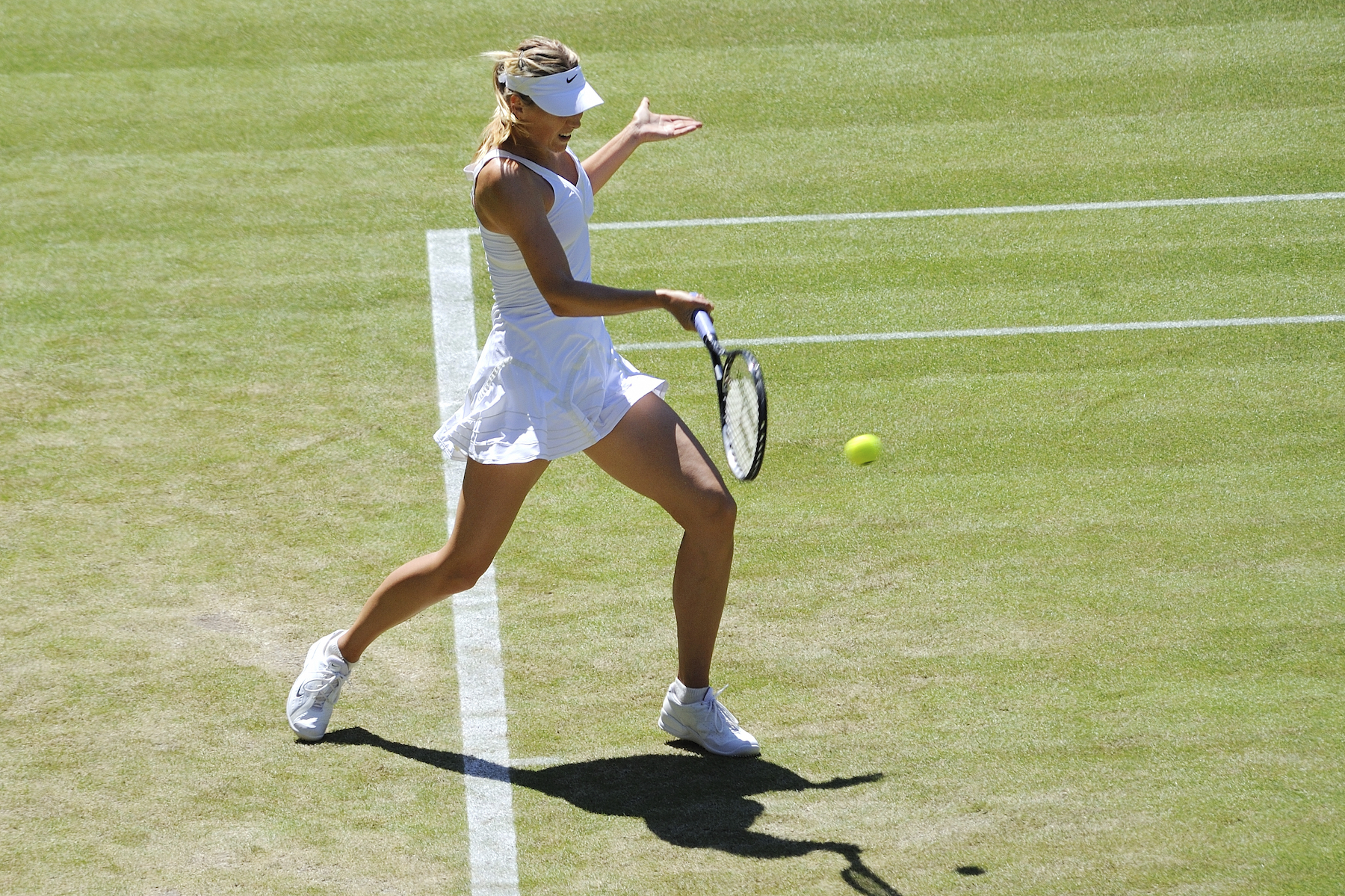
Sjarapova op Wimbledon 2009

Maria Joerjevna Sjarapova, in het Engels geschreven als Maria Yuryevna Sharapova, (uitspraakⓘ, met klemtoon: Sjarápova) (Russisch: Мари́я Ю́рьевна Шара́пова) (Njagan (West-Siberië), 19 april 1987) is een voormalig tennisspeelster en model uit Rusland. Zij geldt als een van de meest succesvolle tennisspeelsters van haar generatie en van het huidige vrouwentennis. Daarnaast won Sjarapova in 2012 als slechts tiende speelster ooit de career slam, wat het winnen van alle vier de grandslamtoernooien inhoudt. Van 2005 tot en met 2015 was Sjarapova 's werelds best betaalde sportvrouw, met een inkomen tot 25 miljoen dollar per jaar. Op 26 februari 2020 kondigde ze het einde van haar tenniscarrière aan.

## Biografie
Sjarapova's ouders komen oorspronkelijk uit Wit-Rusland, maar verhuisden in 1986 na de kernramp van Tsjernobyl naar Siberië, waar Maria een jaar later werd geboren.
De vader van Jevgeni Kafelnikov gaf Sjarapova een racket toen zij vier jaar oud was. Toen zij zes jaar was, werd zij opgemerkt door Martina Navrátilová, die Sjarapova's ouders overhaalde om een coach in de Verenigde Staten te zoeken. Toen zij ongeveer zeven was, verhuisde het gezin naar Florida, waar Sjarapova tennisles ging volgen op de tennisschool van Nick Bollettieri.
Sjarapova was verloofd met NBA-basketbalspeler Sasha Vujačić. De verloving duurde van oktober 2010 tot augustus 2012. Zij hadden elkaar in oktober 2009 voor het eerst ontmoet. Enkele jaren later had zij ook nog een kortstondige relatie met de Bulgaarse tennisser Grigor Dimitrov.

## Carrière

### 2004 – 2006
In 2004 werd Sjarapova de op een na jongste tennisspeelster (na Martina Hingis) ooit die Wimbledon won. Zij was tevens de eerste Russin die het toernooi won. In de finale versloeg zij titelverdedigster Serena Williams. Op 22 augustus 2005 werd Sjarapova eerste op de WTA-ranglijst. Na een week werd zij verdrongen door Lindsay Davenport. Op 12 september 2005 werd zij voor de tweede keer eerste en deze keer behield zij deze ranking zes weken vast. In 2006 won zij haar tweede grandslamtoernooi door in de finale van het US Open Justine Henin in twee sets (6-4, 6-4) te verslaan.

### 2007 – 2008
In 2007 bereikte Sjarapova de finale van het Australian Open. Daarin werd zij met 6-1, 6-2 verslagen door Serena Williams. Het jaar erna won Sjarapova de titel in Australië, door met 7-5 en 6-3 te winnen van de hoger geplaatste Ana Ivanović. In mei 2008 werd Sjarapova voor de derde keer in haar loopbaan nummer één van het vrouwentennis. In datzelfde jaar kreeg Sjarapova last van haar schouder. Hierdoor moest zij afzeggen voor de Olympische Spelen in Peking en het US Open.

### 2009
In 2009 moest Sjarapova ook afzeggen voor het Australian Open en enkele andere toernooien in het voorjaar. Zij zakte van de negende plaats (die zij had voor haar blessure) op de wereldranglijst naar de 126e. Tijdens haar rentree op het WTA-toernooi van Warschau bereikte zij de kwartfinales. Hierna stond zij 102e. Sjarapova's eerste grandslamtoernooi na haar rentree was Roland Garros 2009, waar zij de kwartfinale bereikte. Daarin werd zij verslagen door Dominika Cibulková. In de tweede ronde van Wimbledon 2009 werd zij met 2-6, 6-3 en 4-6 verslagen door Gisela Dulko. Haar eerste finale sinds haar comeback volgde op het WTA-toernooi van Toronto. Daarin verloor zij met 4-6 en 3-6 van Jelena Dementjeva. Op 3 oktober bereikte zij de finale van het WTA-toernooi van Tokio, waar zij door opgave van Jelena Janković met 5-2 haar eerste titel van 2009 binnensleepte. Door deze overwinning bereikte zij de vijftiende plaats op de wereldranglijst.

### 2010
Op het Australian Open van 2010 werd Sjarapova in de eerste ronde uitgeschakeld door Maria Kirilenko, die zelf de kwartfinale bereikte. Zij verloor in drie sets: (4)6-7, 6-3, 4-6. Op het WTA-toernooi van Memphis won zij haar 21e titel in haar carrière, zonder setverlies.
Op de BNP Paribas Open verloor zij in de derde ronde in drie sets van Zheng Jie. Sjarapova kon haar arm amper strekken bij het serveren en verloor mede daardoor de laatste vier games van de wedstrijd. Haar rechterelleboog bleek gekneusd. Zij trok zich terug uit de toernooien van Miami en Charleston.
Tijdens haar eerste wedstrijd na haar elleboogblessure speelde zij in het WTA-toernooi van Madrid op gravel en verloor van Lucie Šafářová. Op Roland Garros verloor zij in de derde ronde van Justine Henin. Henin won de eerste set, Sjarapova de tweede. Zij verlieten de baan door invallende duisternis. De volgende dag kwam Sjarapova 2-0 en 0-40 voor op de service van Henin, maar verloor alsnog met 2-6, 6-3, 3-6.
Tijdens de voorbereiding op Wimbledon haalde Sjarapova de finale van het toernooi in Birmingham, die zij verloor van de hoger geplaatste Li Na. Op Wimbledon 2010 kwam zij tot de vierde ronde. Tegen titelverdedigster Serena Williams eindigde de eerste set in een tiebreak en kreeg Sjarapova drie setpunten, maar won Williams. Die had daarna aan één break in de tweede set genoeg om de partij te winnen.
Sjarapova bereidde zich voor op de US Open in Stanford. Zij won er in straight sets van Jie Zheng en Volha Havartsova en versloeg Jelena Dementjeva in de kwartfinale na drie sets in 2 uur en 47 minuten. Zij versloeg vervolgens Agnieszka Radwańska om door te gaan naar de finale. Daarin verloor zij in straight sets van Viktoryja Azarenka.
Sjarapova versloeg op het WTA-toernooi van Cincinnati in de eerste ronde Svetlana Koeznetsova in 2 uur en 12 minuten, 6-4 1-6 6-2. In de tweede ronde won Sjarapova in straight sets van Andrea Petković. Daarna versloeg zij Agnieszka Radwańska voor de tweede keer in een jaar, waardoor zij doorging naar de kwartfinales. Zij bereikte de halve finale door Marion Bartoli met 6-1 6-4 te kloppen en haar haar vijfde finale van het jaar na het verslaan van Anastasija Pavljoetsjenkova in 2,5 uur. In de door regen onderbroken finale speelde Sjarapova tegen Kim Clijsters. Sjarapova won de eerste set met 6-2 en stond in de tweede set 5-3 voor. Zij kreeg drie wedstrijdpunten, maar benutte die niet. Bij een stand van 5-3 en 40-40 werd de partij stilgelegd. Na ruim een uur te hebben gewacht, werd de wedstrijd hervat, Sjarapova verloor daarop zowel de tweede als de derde set: 6-2 6-7 2-6.

### 2011
Sjarapova begon het jaar op het toernooi van Auckland, waar zij de kwartfinale haalde. Daarin verloor zij als nummer een van de plaatsingslijst van de veterane Gréta Arn: 6-2, 7-5. Arn won later het toernooi.
Op het Australian Open versloeg zij in de eerste ronde Tamarine Tanasugarn in twee sets, 6-1 en 6-3. In de tweede ronde was Virginie Razzano niet tegen Sjarapova opgewassen. Ook haar derde ronde partij tegen Julia Görges won ze. Sjarapova verloor in de vierde ronde van Andrea Petković: 6-2 en 6-3. Het bereiken van de vierde ronde was voor Sjarapova haar beste resultaat, sinds haar titelwinst in 2008.
In februari moest zij zich vanwege een virale ziekte terugtrekken uit het binnentoernooi van Parijs en de toernooien van Dubai en Doha.
In maart bereikte Sjarapova de halve finale van het toernooi van Indian Wells. Zij verloor daarin van de nummer een van de wereld Caroline Wozniacki. Tijdens het toernooi van Miami versloeg Sjarapova onder andere Samantha Stosur op haar weg naar de finale. In de finale verloor zij van de hoger geplaatste Viktoryja Azarenka.
Bij het toernooi van Madrid verloor zij nog van Dominika Cibulková in de derde ronde, maar het WTA-toernooi van Rome 2011 betekende Sjarapova's 23e titel in haar carrière. In de finale versloeg zij gravelspecialiste Samantha Stosur met 6-2 en 6-4. Eerder in het toernooi versloeg zij de nummer een van de wereld Caroline Wozniacki (7-5, 6-3) en Shahar Peer (6-2, 6-2). Dit was Sjarapova's hoogste graveltitel tot zij het toernooi van Roland Garros 2012 zou winnen.

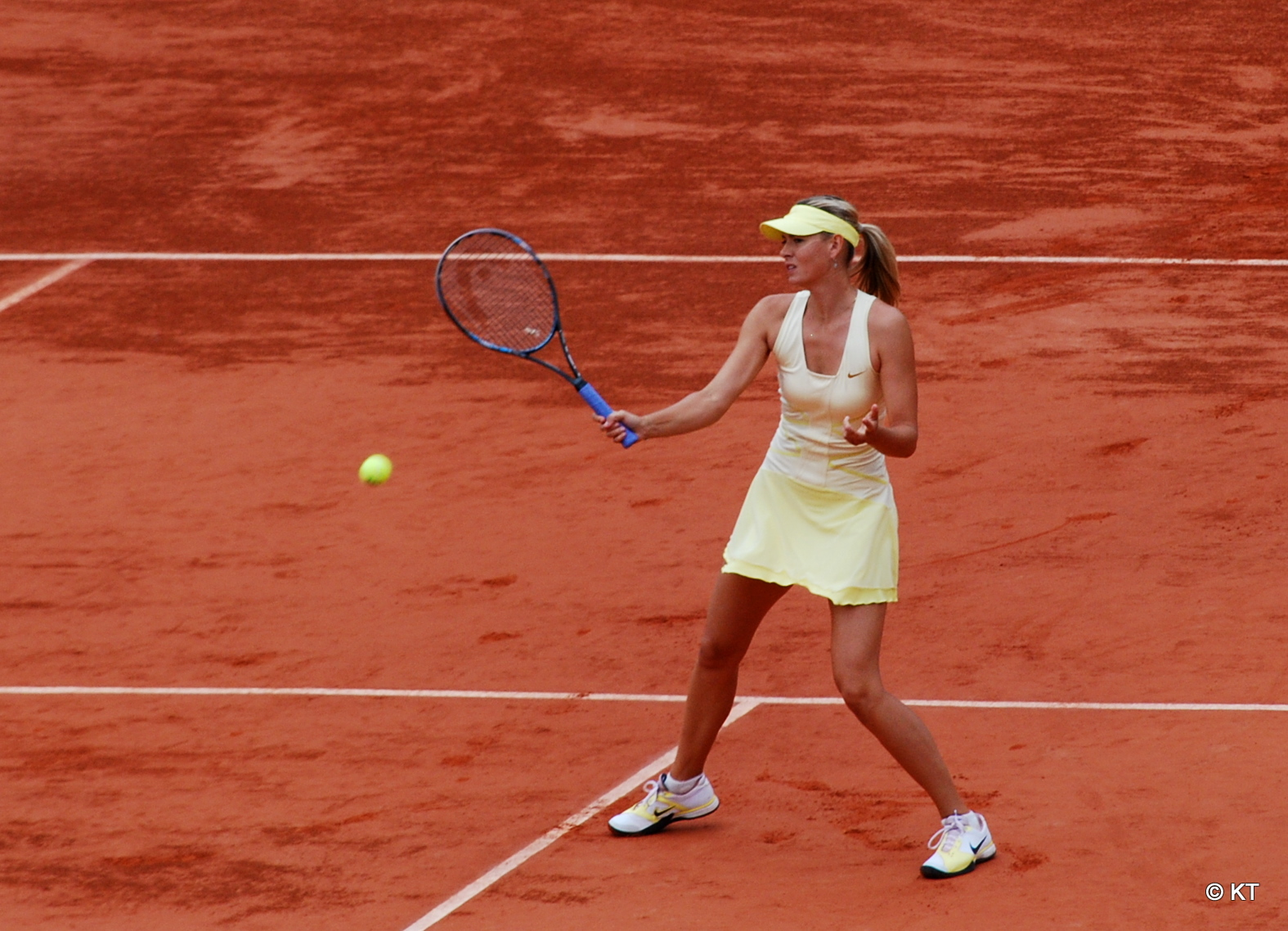
Sjarapova tijdens Roland Garros 2011

Op Roland Garros evenaarde Sjarapova haar beste resultaat ooit. Zij bereikte de halve finale. Daarin werd zij uitgeschakeld door de latere winnares Li Na.
Als voorbereiding op het derde grandslamtoernooi van 2011, zou Sjarapova het WTA-toernooi van Birmingham spelen. Zij moest zich echter terugtrekken doordat zij ziek was. Op Wimbledon bereikte zij voor het eerst sinds 2004 en zonder setverlies de finale. Zij verloor die in twee sets (6-3, 6-4) van Petra Kvitová.
Als voorbereiding op het US Open speelde Sjarapova het WTA-toernooi van Stanford, haar eerste toernooi na Wimbledon. Zij versloeg in de tweede ronde Daniela Hantuchová en bereikte zo de kwartfinale. Daarin werd zij verslagen door Serena Williams.
Tijdens het toernooi van Toronto had Sjarapova, vanwege haar plek op de plaatsingslijst, een vrijstelling in de eerste ronde. Haar tweederondepartij was tegen de Servische Bojana Jovanovski. Zij versloeg haar opponente met 6-1 en 7-5. In de derde ronde moest Sjarapova aantreden tegen de Kazachse Galina Voskobojeva. Sjarapova speelde een matige partij en had veel moeite met haar service. Zij verloor dan ook, 3-6 en 5-7.
Haar laatste toernooi voor het US Open was het toernooi van Cincinnati. Zij werd met een wildcard toegelaten tot het toernooi, omdat zij op het laatste moment besloot om het toernooi te gaan spelen. Zij was als vierde geplaatst. In de eerste ronde had zij een vrijstelling, maar in de tweede ronde moest zij spelen tegen Anastasia Rodionova, uit Australië. Zij won eenvoudig de partij met 6-1 en 6-3. In de derde ronde speelde zij tegen haar landgenote Svetlana Koeznetsova. Zij won de partij met 6-2 en 6-3 en bereikte daarmee de kwartfinale. In die kwartfinale was ze, voor de negende keer in haar carrière, te sterk voor Samantha Stosur. Zij klaarde de klus in twee sets, 6-3 en 6-2. In de halve finale speelde zij weer tegen een landgenote. Ditmaal was het de nummer twee van de wereld Vera Zvonarjova. Zij verloor haar eerste set in het toernooi, met 6-2. Ondanks die slechte start won zij de partij, met tweemaal 6-3. Door die partij te winnen, bereikte voor het tweede jaar op rij de finale. Zij speelde daarin tegen een voormalige nummer een van de wereld, Jelena Janković. Het was een partij met zestien service-breaks, maar Sjarapova serveerde goed op de momenten dat het belangrijk was. Zij won in drie sets, met 4-6, 7-6(3) en 6-3. Dit zorgde ervoor dat Sjarapova een score van 10-0 had qua driesetswedstrijden in 2011 en dat zij de vierde plek op de wereldranglijst veroverde.

### 2012
Sjarapova speelde in het begin van 2012 geen toernooien, omdat zij nog niet hersteld was van een enkelblessure die zij in 2011 opliep tijdens het WTA-toernooi van Tokio. Op het Australian Open wist Sjarapova de finale te bereiken door onder andere Sabine Lisicki, Angelique Kerber en Petra Kvitová te verslaan. In die finale kreeg zij de kans om haar vierde grandslamtoernooi te winnen (haar tweede bij het Australian Open) en om opnieuw de nummer een van der wereld te worden.
Zij speelde deze finale tegen Viktoryja Azarenka, die eveneens bij winst de "nummer één"-positie bij het vrouwentennis zou veroveren. Sjarapova begon sterk aan de partij, maar na een voorsprong in de eerste set scoorde zij geen game meer. Zij verloor met 3-6 en 0-6.

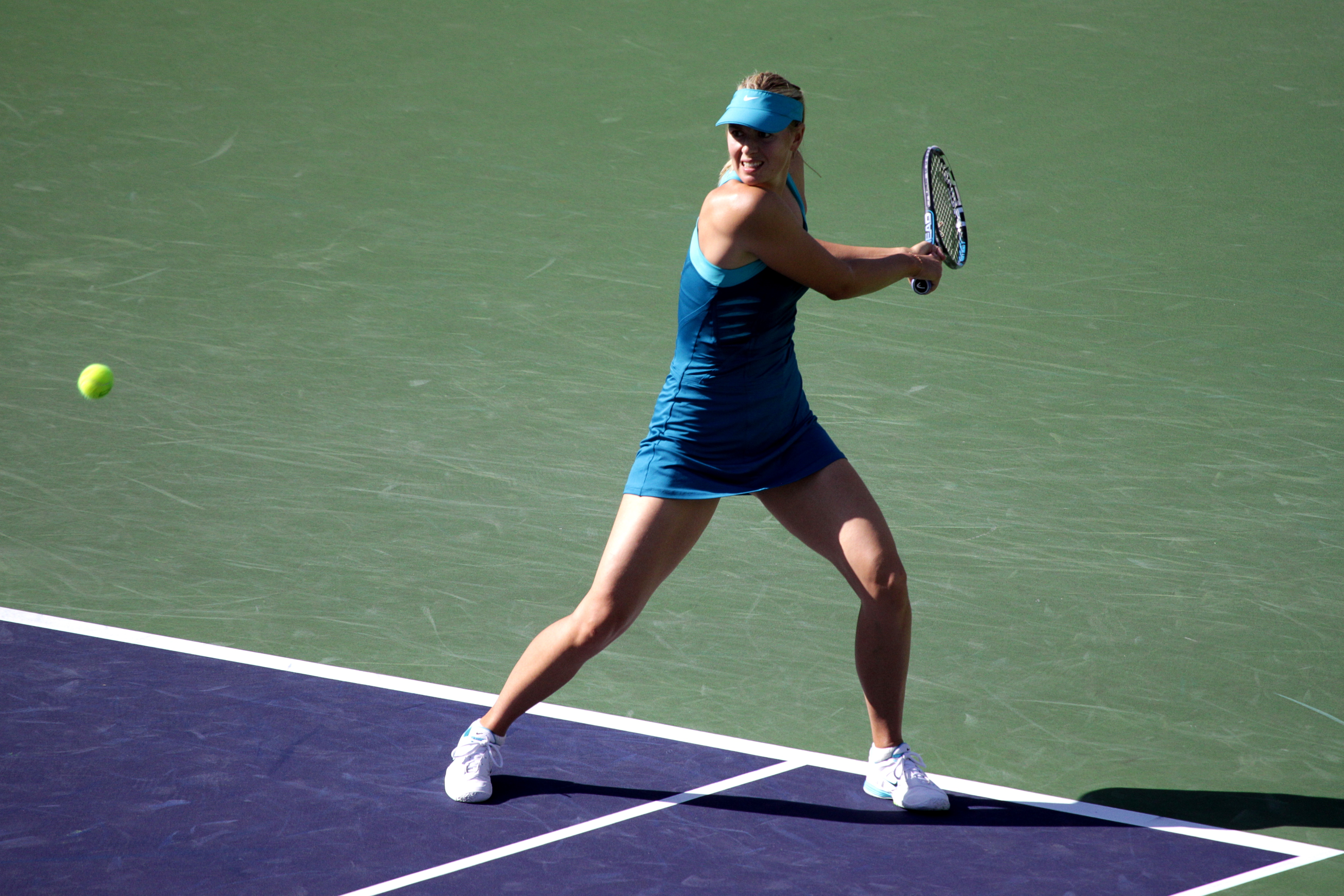
Sjarapova op het WTA-toernooi van Indian Wells 2012

Sjarapova speelde in Parijs haar tweede toernooi van het jaar. Zij was als eerste geplaatst, maar verloor in de kwartfinale van Angelique Kerber. Zij bereikte haar tweede finale tijdens het toernooi van Indian Wells. In die finale speelde zij opnieuw tegen de Wit-Russische Viktoryja Azarenka.
Ook deze finale verloor zij echter: 1-6, 4-6. Een week later stond Sjarapova voor de derde maal in het seizoen in een belangrijke finale, namelijk op het toernooi van Miami. Net als haar voorgaande twee finales verloor zij ook deze, dit keer van de Poolse Agnieszka Radwańska.
Voor het begin van het gravelseizoen had Sjarapova een aantal weken rust genomen. Haar eerste optreden op het gemalen baksteen was het toernooi van Stuttgart. Sjarapova, die vooral indruk maakte door haar verbeterd voetenwerk en haar goedlopende service, won het toernooi. In de finale versloeg zij de nummer een van de wereld Viktoryja Azarenka. Eerder in het toernooi had zij gravelspecialistes Samantha Stosur en Petra Kvitová verslagen.
Sjarapova speelde ook op het blauwe gravel van Madrid. In tegenstelling tot andere spelers had zij weinig kritiek op de nieuwe ondergrond. Zij verloor in de kwartfinale van de latere winnares Serena Williams.
Zij won haar tweede titel van het seizoen op het toernooi van Rome. Sjarapova verlengde hiermee haar titel van 2011. Zij had nochtans een lastige loting. Zij won van onder andere Ana Ivanović (13), Venus Williams, Angelique Kerber (12) en Li Na (8).
Bij aanvang van het gravel-grandslamtoernooi Roland Garros kon Sjarapova derhalve terugkijken op haar meest succesvolle gravelseizoen ooit. Velen beschouwden haar dan ook als favoriete voor de titel. Dat zou een geweldige prestatie zijn, aangezien zij dan een career slam (tijdens de loopbaan alle grandslamtoernooien minimaal eenmaal winnen) zou behalen. Sjarapova bereikte vrij eenvoudig de halve finale, waarin zij voor de derde keer dit seizoen speelde tegen de Wimbledon-kampioene Petra Kvitová. Sjarapova serveerde goed en haar groundstrokes zorgden voor veel problemen bij de Tsjechische. Sjarapova won met tweemaal 6-3. Door deze overwinning werd ze, voor de vijfde keer in haar carrière, de nummer een van de wereld, daarbij Viktoryja Azarenka van de troon stotend.
In de finale speelde zij tegen Sara Errani, de verrassing van het toernooi. Errani schakelde onder meer oud-kampioenen Svetlana Koeznetsova en Ana Ivanović uit en won in de halve finale van Samantha Stosur. Sjarapova begon goed aan de finale, kwam met 4-0 voor en won de eerste set met 6-3, in 36 minuten. De tweede set verliep in de beginfase net als de eerste. Sjarapova kwam een dubbele break voor en serveerde bij 5-2 voor die ene ontbrekende, grote titel. In het zicht van de nederlaag speelde Errani nog enkele mooie punten, maar Sjarapova benutte haar derde wedstrijdpunt.
Sjarapova is hiermee de tiende speelster die de vier grandslamtoernooien heeft gewonnen – vier van de tien dateren van vóór het open tijdperk: Maureen Connolly, Doris Hart, Shirley Fry en Margaret Court. De vijf die haar in het open tijdperk voorgingen, zijn Billie Jean King, Chris Evert, Martina Navrátilová, Steffi Graf en Serena Williams.

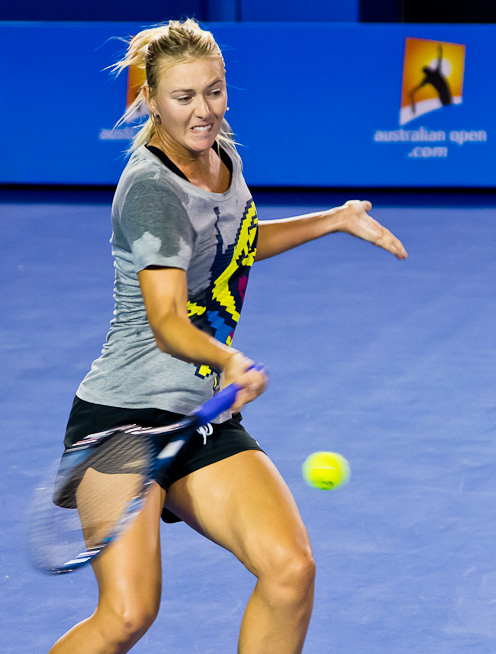
Australian Open
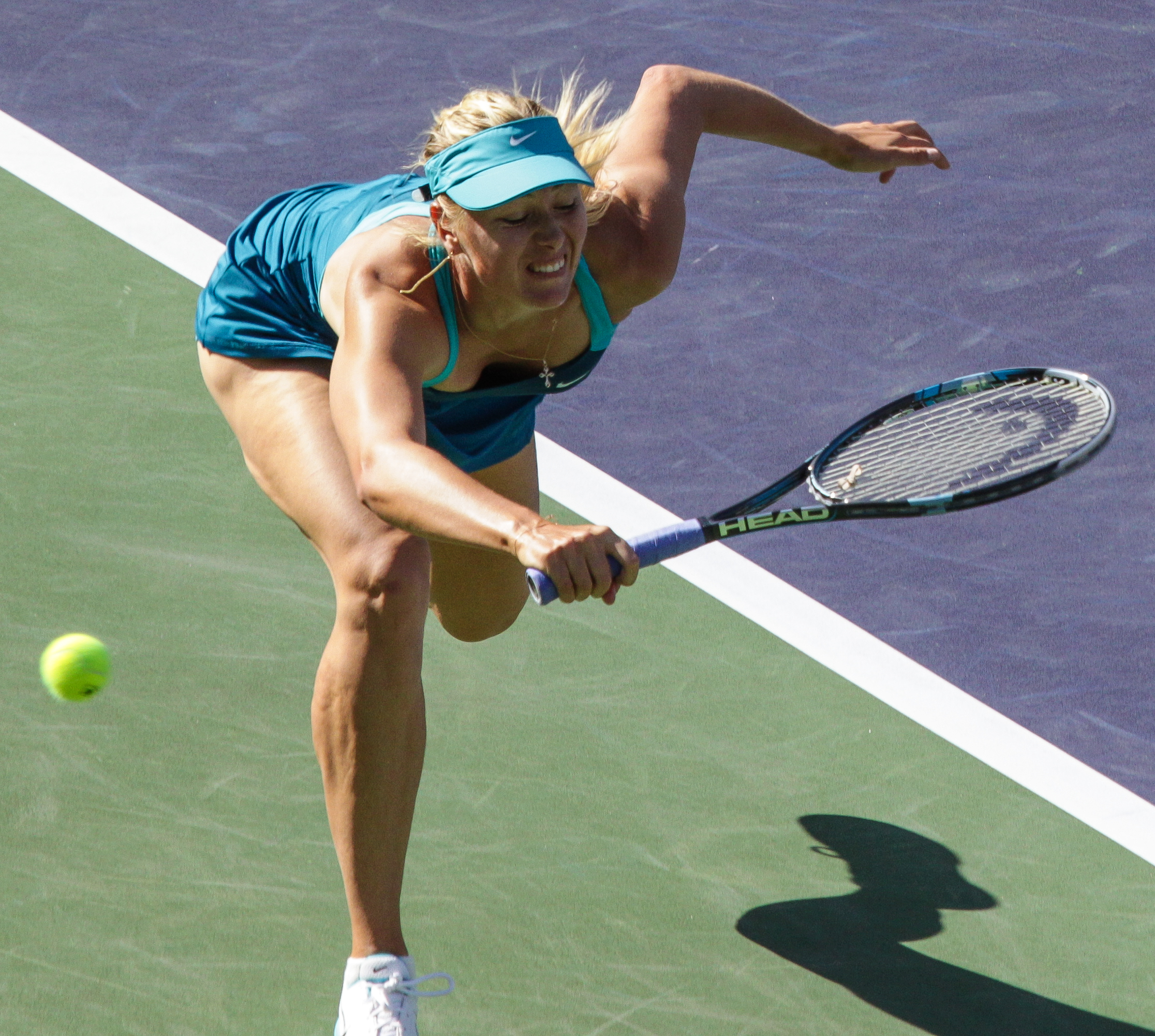
Indian Wells
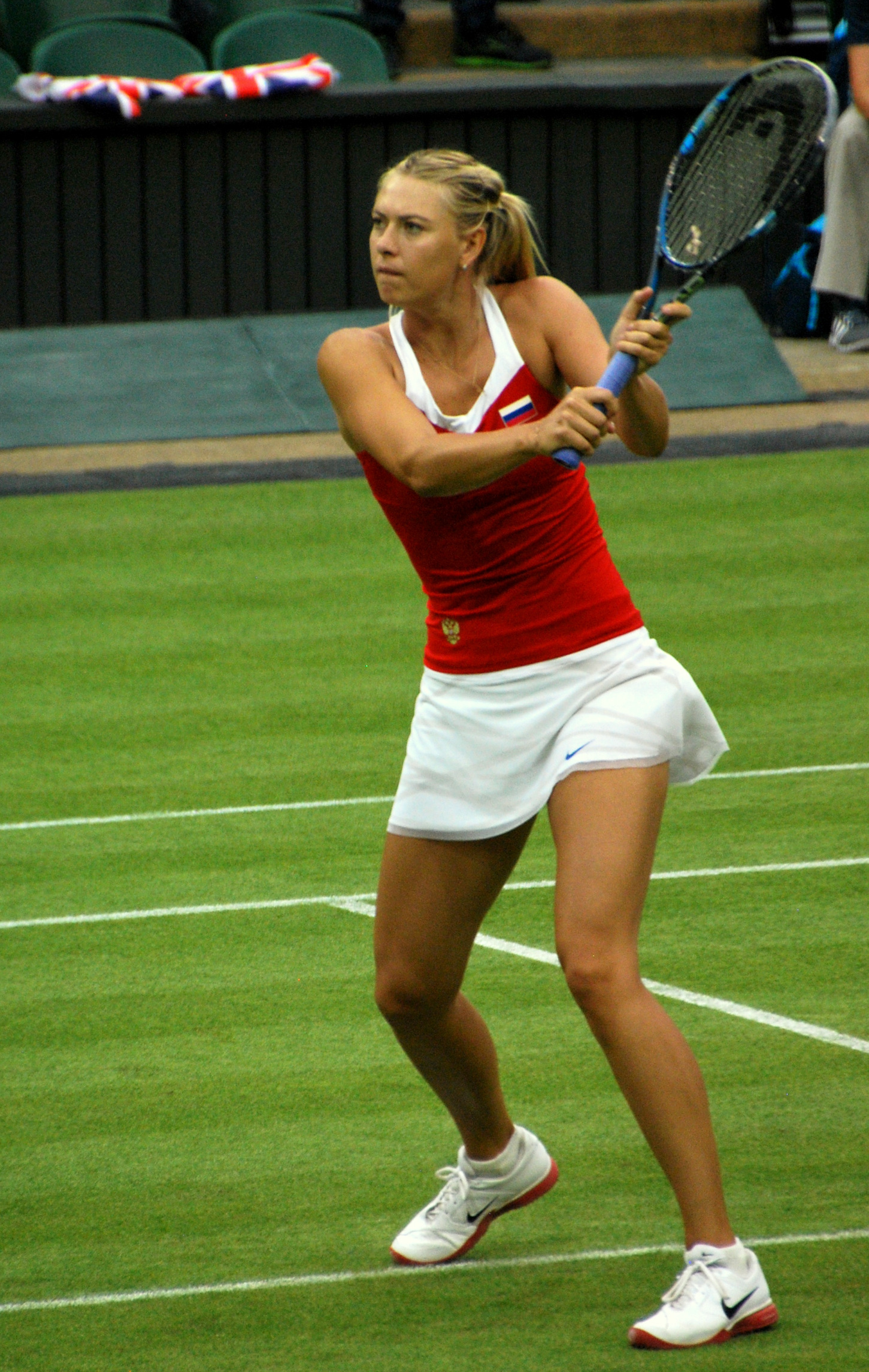
Olympische Spelen
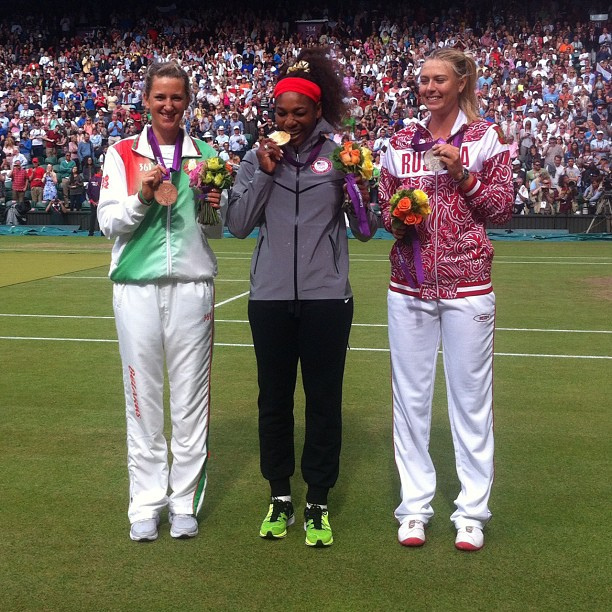
Olympische Spelen
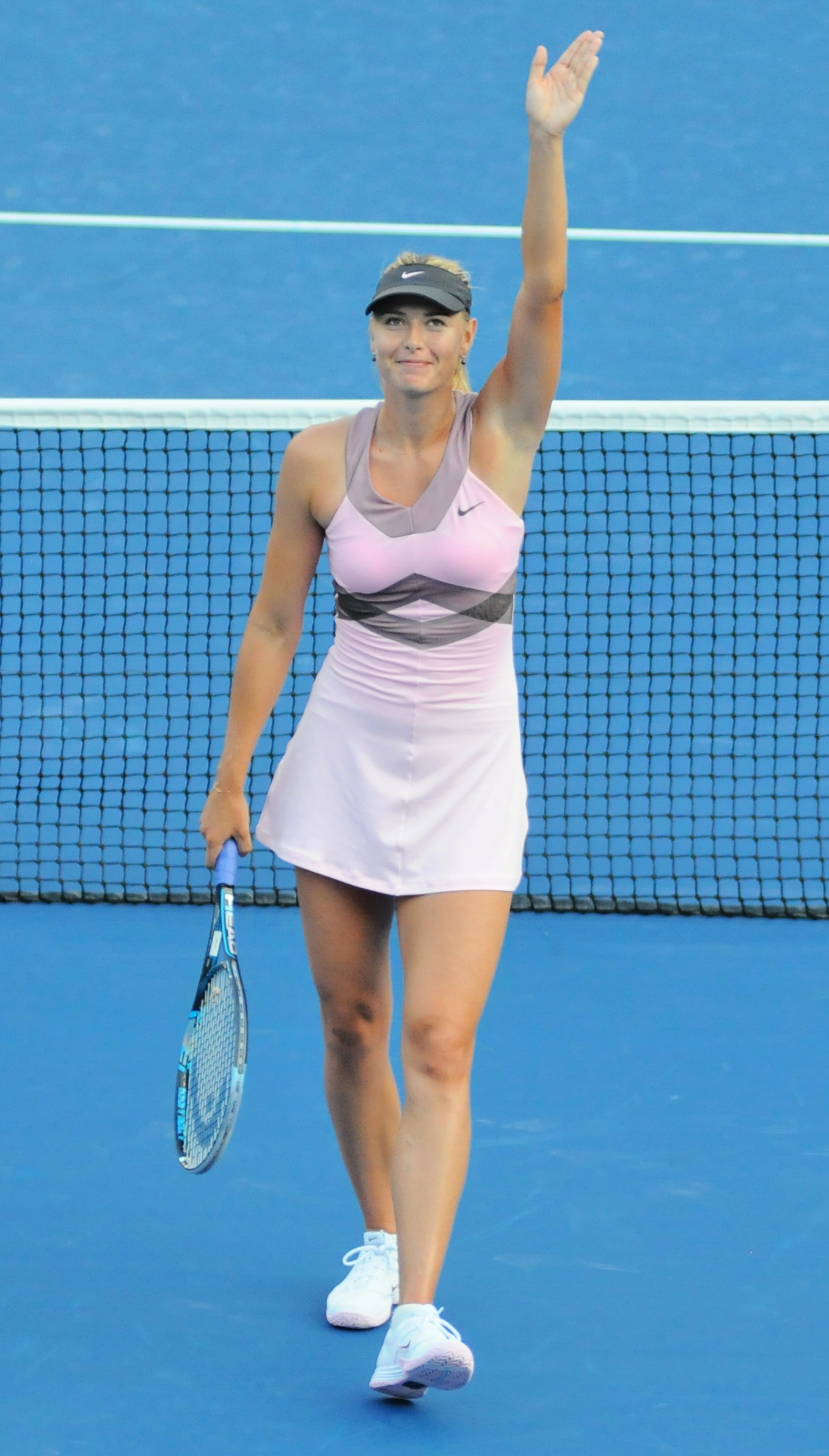
US Open

### 2013

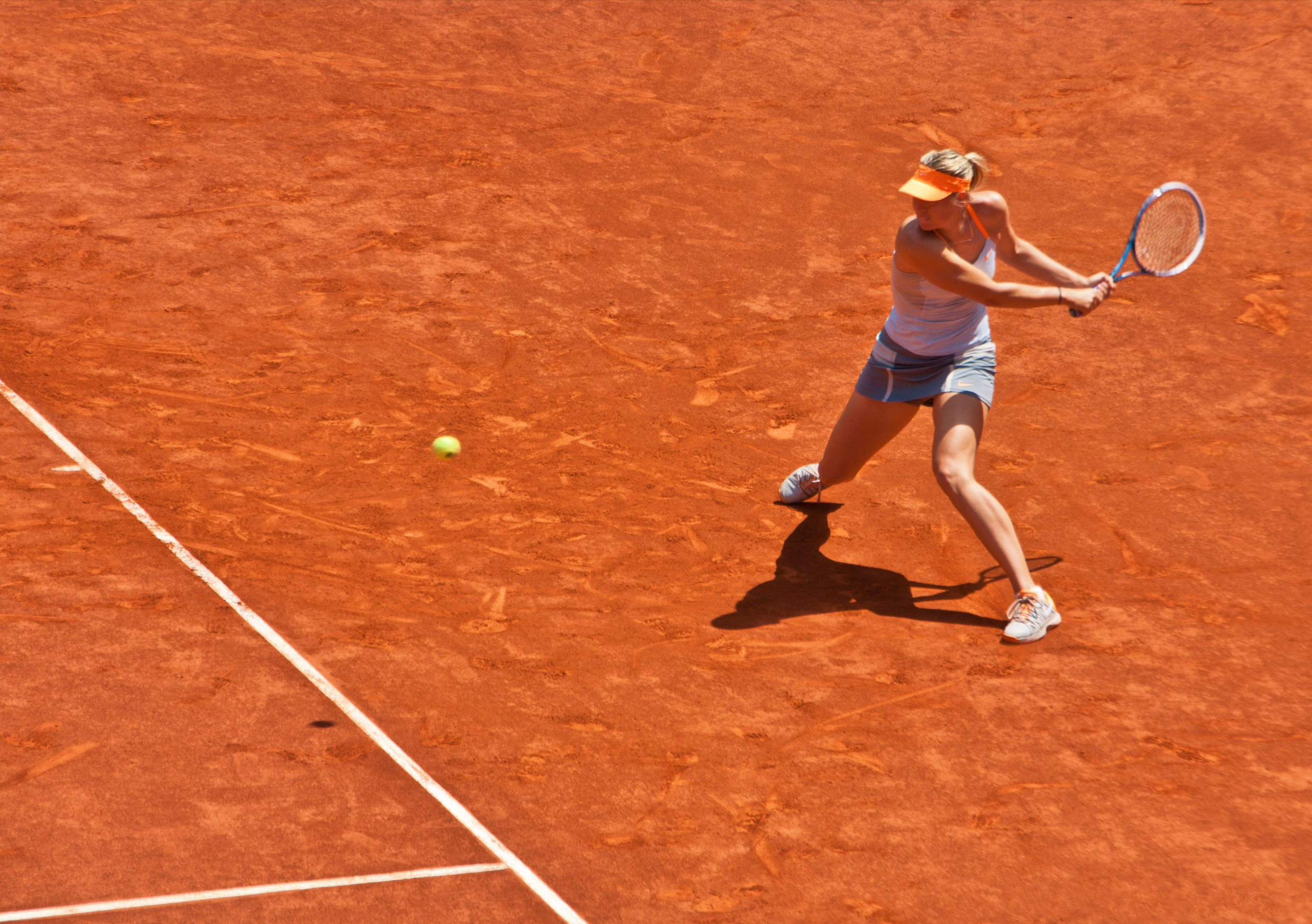
Sjarapova tijdens het toernooi van Madrid

Sjarapova nam in januari geen warming-up in Australië, en sprong meteen in het Australian Open. Zij bereikte er de halve finale, en werd uitgeschakeld door Li Na. In februari nam zij deel aan het Premier Five-toernooi in Doha. Ook hier was de halve finale haar eindstation; zij werd uitgeschakeld door Serena Williams. In maart speelde zij haar beste tennis op het Premier Mandatory-toernooi van Indian Wells. Hoewel zij ook nu weer achter Azarenka als tweede was geplaatst, wist zij hier haar 28e WTA-enkelspeltitel te veroveren. Daardoor steeg zij van de derde naar de tweede plaats op de wereldranglijst. Na de toernooiwinst in Indian Wells zette Sjarapova haar goede reeks voort. Zij verloor de finale van het Premier Mandatory-toernooi van Miami van de Amerikaanse Serena Williams met 6-4, 3-6, 0-6. Het eerstvolgende toernooi dat zij speelde was het toernooi van Stuttgart waar zij haar titel van 2012 succesvol verdedigde door Li Na in twee sets te verslaan. Bij het WTA-toernooi van Madrid bereikte Sjarapova de finale, maar verloor die van Serena Williams: 1-6, 4-6. In Rome bereikte Sjarapova de kwartfinale, maar moest door ziekte een 'walk-over' geven aan haar tegenstandster Sara Errani. Op het grandslamtoernooi van Roland Garros bereikte Sjarapova de finale - net zoals voorgaand jaar. Zij verloor daarin, net zoals in Madrid, van de Amerikaanse Serena Williams. De partij duurde 1 uur en drie kwartier. Het werd tweemaal 6-4, voor de Amerikaanse.
Na het gravelseizoen speelde Sjarapova nog maar drie wedstrijden. Op Wimbledon verloor zij verrassend, in de tweede ronde, van Michelle Larcher de Brito uit Portugal. In die partij, op Court 2, liep Sjarapova een blessure op aan haar lies. In de tweede helft van 2013 kondigde Sjarapova haar nieuwe trainer aan: tennislegende Jimmy Connors, winnaar van acht grandslamtitels. Mede door de blessure die zij opliep tijden Wimbledon, was Sjarapova's volgende toernooi pas het toernooi van Cincinnati. Ook daar verloor zij al in de tweede ronde. Ditmaal van de jonge, getalenteerde Amerikaanse Sloane Stephens, die in het begin van het seizoen nog de halve finale op de Australian Open bereikte.
Dat verlies tegen Stephens betekende het einde van het seizoen voor Sjarapova, aangezien zij in de weken daarna opnieuw last kreeg van haar schouder: een blessure die haar in 2009 al geruime tijd aan de kant hield. Zij moest hierdoor het laatste grandslamtoernooi, de US Open, van het jaar missen. Tevens kondigde zij aan dat zij de samenwerking met haar nieuwe coach Connors vroegtijdig beëindigde, omdat hij voor Sjarapova "niet de juiste coach in de huidige fase van haar loopbaan was".

### 2014

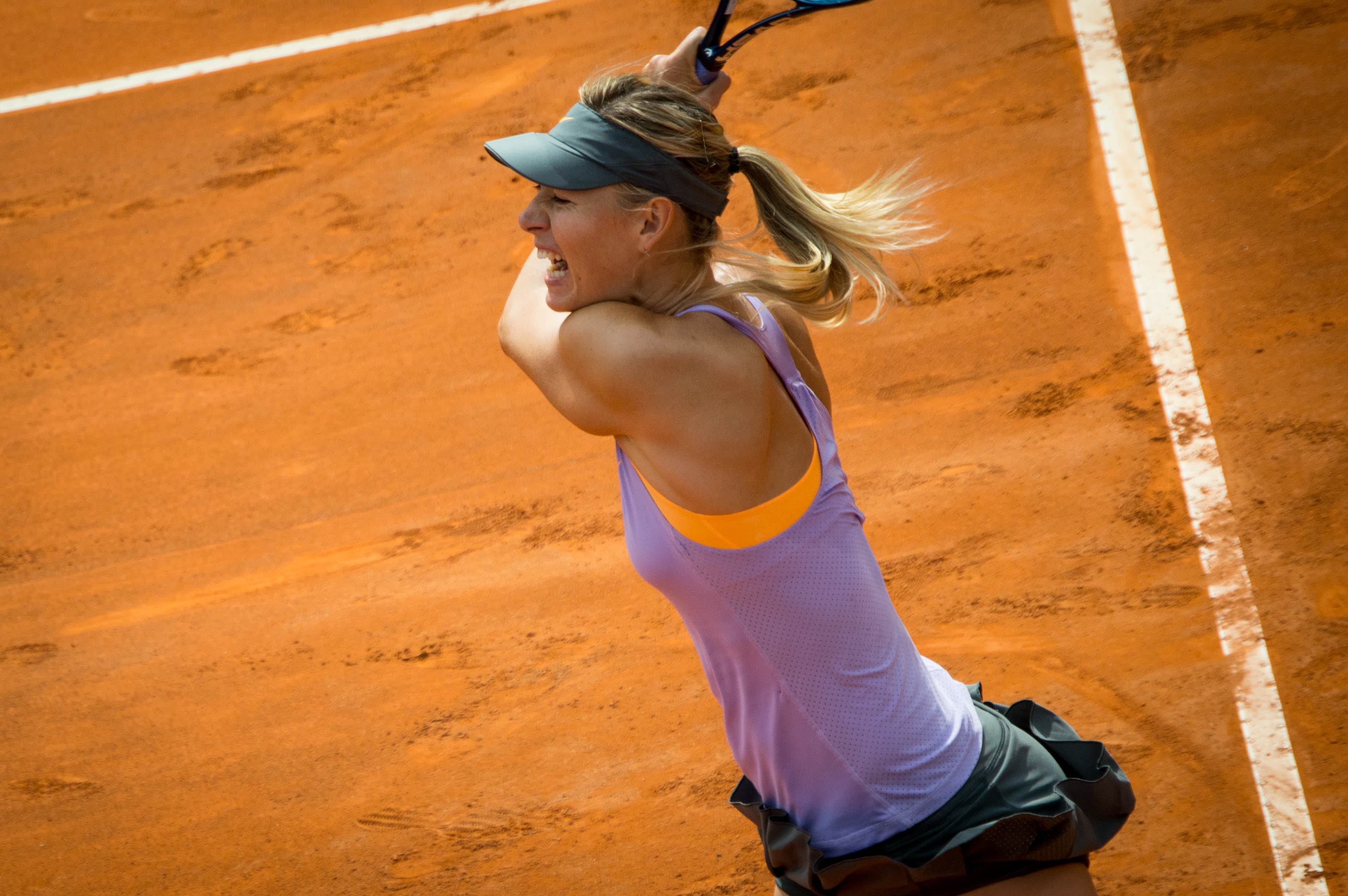
Sjarapova op het WTA-toernooi van Rome

Ter voorbereiding op het eerste grandslamtoernooi van 2014, speelde Sjarapova het WTA-toernooi van Brisbane. Zij bereikte de halve finale, waarin zij voor de 15e keer in haar loopbaan verloor van Serena Williams. Op het Australian Open werd Sjarapova al uitgeschakeld in de vierde ronde, door de latere finaliste Dominika Cibulková. Het werd 6-3, 4-6, 1-6. In de weken daarna speelde Sjarapova de hardcourt-toernooien van Parijs (indoor), Indian Wells en Miami. Met slechts één finaleplek - verliezend finaliste in Miami - verloor Sjarapova veel punten voor de wereldranglijst en dreigde aan de start van het gravelseizoen uit de top tien van de wereld te vallen. Echter, door haar derde toernooiwinst op rij - een unicum in haar loopbaan - in Stuttgart consolideerde zij haar plek in de top tien. In de daaropvolgende toernooien van Madrid en Rome, verloor Sjarapova maar één partij. In Madrid versloeg Sjarapova maar liefst drie speelsters uit de mondiale top vijf - Li Na (2) in de kwartfinale, Agnieszka Radwańska (3) in de halve finale en Simona Halep (4) - op weg naar de 31e WTA-titel in haar carrière. In Rome verloor zij van Ana Ivanović, in de kwartfinale: 1-6, 4-6.
Op Roland Garros begon Sjarapova als 'outsider' voor de titel, maar door de vroege uitschakeling van o.a. Li Na (eerste ronde) en Serena Williams (tweede ronde) werd Sjarapova al snel de favoriete voor de titel in Parijs. Zij maakte de verwachtingen waar en won, na loodzware partijen in de vierde ronde (vs. Samantha Stosur: 3-6, 6-4, 6-0), kwartfinale (vs. Garbine Muguruza: 1-6, 7-5, 6-1) en halve finale (vs. Eugenie Bouchard: 4-6, 7-5, 6-2), een zinderende finale van de Roemeense Simona Halep, die in haar eerste grandslamfinale stond. Het was de op een na langste vrouwenfinale ooit in Parijs. Sjarapova won de eerste set (6-4) en kwam een vroege break voor in de tweede, maar verloor deze set toch, ondanks haar vroege voorsprong én een 5-3 voorsprong in de tiebreak. In de derde set leek Halep de partij naar zich toe te trekken, maar Sjarapova wist een break op 1-2 te voorkomen. Vanaf dat moment koerste Sjarapova op winst van haar tweede titel (in drie jaar) in Parijs. Zij won de laatste set met 6-4. De winst in Parijs betekende haar vijfde grandslamtitel. Onder actieve speelsters, hebben alleen Venus (7) en Serena Williams (17) meer grandslamtitels gewonnen dan Sjarapova, in het enkelspel. Verrassend was dat Sjarapova uitgerekend Roland Garros tweemaal wist te winnen. Zij won alle grandslamtoernooien reeds eenmaal, maar dat zij Roland Garros als eerste grandslamtoernooi tweemaal won is opvallend, aangezien het gravel voorheen gezien werd als haar minst-favoriete ondergrond.

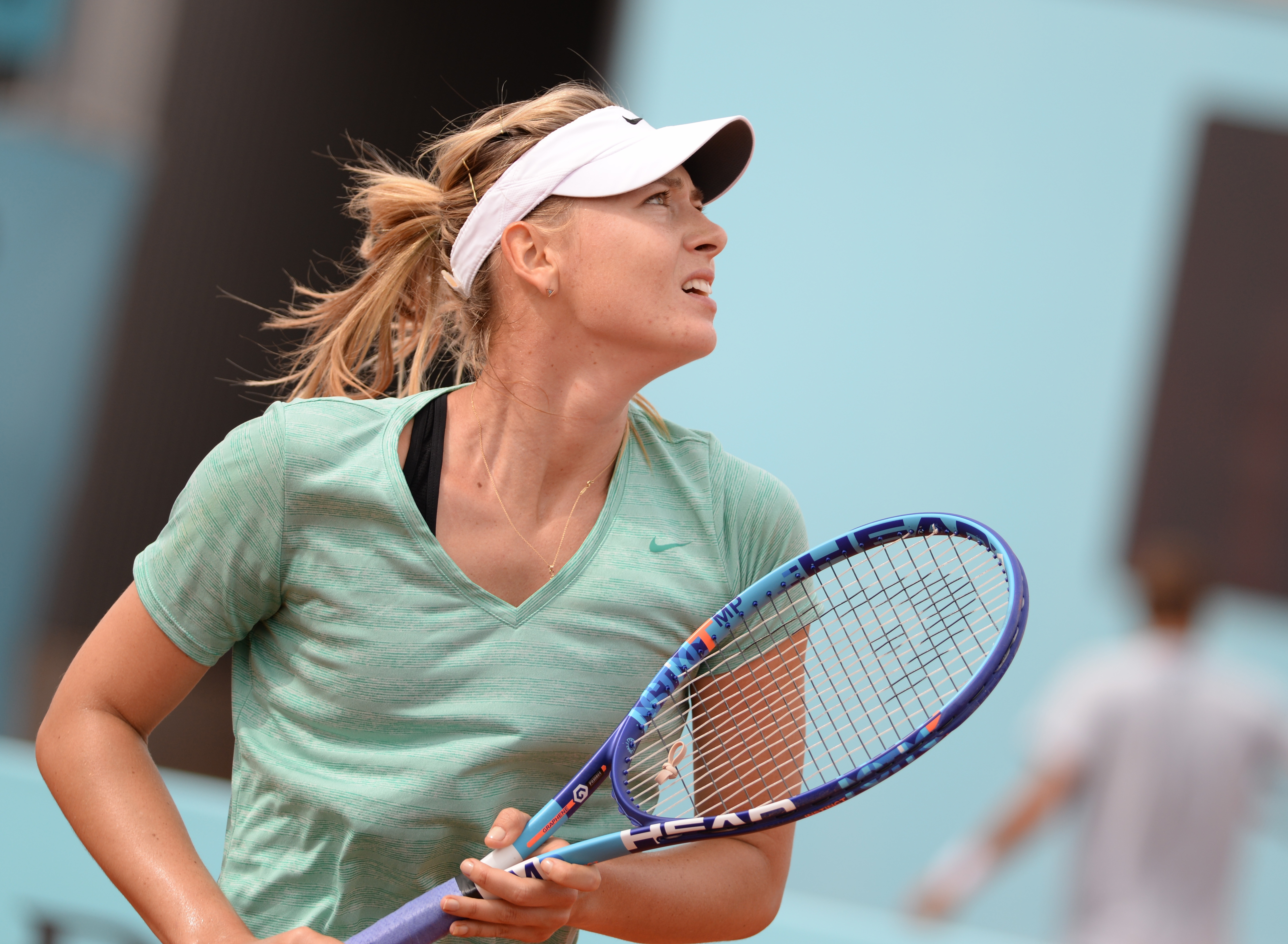
Sjarapova won het WTA-toernooi van Rome

### 2015
Sjarapova begon sterk aan dit jaar, met een overwinning in Brisbane en een finaleplaats op het Australian Open. Het gravel-seizoen zag haar, na een halve finale in Madrid, de titel van het toernooi van Rome grijpen – op Roland Garros kwam zij echter niet verder dan de vierde ronde. In het grasseizoen speelde Sjarapova geen oefentoernooien – zij ging rechtstreeks naar Wimbledon, waar zij de halve finale bereikte. Wegens blessures was zij enkele maanden buiten bedrijf, waardoor zij niet speelde op de US Open. Haar ranking (4) was nog steeds voldoende voor deelname aan de WTA Finals – zij doorstond de groepsfase, maar verloor in de halve finale van Petra Kvitová. Voor het eerst sinds 2012 nam Sjarapova weer deel aan het Russische Fed Cup-team – dit team bereikte de finale van de Wereldgroep I, waar zij haar beide enkelspelpartijen won (en daarmee revanche nam op Kvitová); dit kon evenwel niet verhinderen dat het team uit Tsjechië de titel in de wacht sleepte.

### 2016
Sjarapova nam in januari geen warming-up in Australië, en sprong meteen in het Australian Open. Zij bereikte er de kwartfinale, waarin zij werd uitgeschakeld door Serena Williams. Hoewel zij wel stond opgesteld, nam zij niet deel aan het dubbelspel van Rusland tegen Nederland in Moskou om de Fed Cup in februari.
Op 7 maart maakte Sjarapova bekend dat zij in januari tijdens de Australian Open positief getest was op doping, namelijk op het per 1 januari 2016 verboden middel Meldonium. Zij gebruikte het medicijn naar eigen zeggen al tien jaar, volgens haar op advies van haar dokter, maar zei niet op de hoogte te zijn geweest van de onlangs aangepaste regels van de WADA. De ITF legde Sjarapova op 8 juni 2016 een tweejarige schorsing op, die met terugwerkende kracht inging per 26 januari 2016, de dag dat zij de urine afgaf waarin zich het meldonium bevond.

### 2017-2020
Na een flinke inkorting van haar dopingstraf maakte Sjarapova in 2017 haar rentree, waarop ze nog één WTA-titel won in Tianjin dat jaar. In februari 2020 zette ze op 32-jarige leeftijd een punt achter haar carrière.

## Palmares
| Legenda                | Legenda                  |
| ---------------------- | ------------------------ |
| Grandslamtoernooi      |                          |
| Olympische Spelen      |                          |
| Year-End Championships |                          |
| tot 2009               | 2009 – 2020 / vanaf 2021 |
| Tier I                 | Premier Mandatory        |
| Tier II                | Premier Five / WTA 1000  |
| Tier III               | Premier / WTA 500        |
| Tier IV & V            | International / WTA 250  |
|                        | Challenger / WTA 125     |

### WTA-finaleplaatsen enkelspel
| nr.              | finale     | toernooi          | ondergrond    | tegenstandster       | score         |         |
| ---------------- | ---------- | ----------------- | ------------- | -------------------- | ------------- | ------- |
| gewonnen finales |            |                   |               |                      |               |         |
| 1.               | 2003-10-05 | WTA Japan (Tokio) | hardcourt     | Anikó Kapros         | 2-6, 6-2, 7-6 | details |
| 2.               | 2003-11-02 | WTA Québec        | tapijt (i)    | Milagros Sequera     | 6-2, opg.     | details |
| 3.               | 2004-06-13 | WTA Birmingham    | gras          | Tatiana Golovin      | 4-6, 6-2, 6-1 | details |
| 4.               | 2004-07-03 | Wimbledon         | gras          | Serena Williams      | 6-1, 6-4      | details |
| 5.               | 2004-10-03 | WTA Seoel         | hardcourt     | Marta Domachowska    | 6-1, 6-1      | details |
| 6.               | 2004-10-10 | WTA Japan (Tokio) | hardcourt     | Mashona Washington   | 6-0, 6-1      | details |
| 7.               | 2004-11-15 | WTA Championships | hardcourt (i) | Serena Williams      | 4-6, 6-2, 6-4 | details |
| 8.               | 2005-02-06 | WTA Tokio         | tapijt (i)    | Lindsay Davenport    | 6-1, 3-6, 7-6 | details |
| 9.               | 2005-02-26 | WTA Doha          | hardcourt     | Alicia Molik         | 4-6, 6-1, 6-4 | details |
| 10.              | 2005-06-12 | WTA Birmingham    | gras          | Jelena Janković      | 6-2, 4-6, 6-1 | details |
| 11.              | 2006-03-18 | WTA Indian Wells  | hardcourt     | Jelena Dementjeva    | 6-1, 6-2      | details |
| 12.              | 2006-08-06 | WTA San Diego     | hardcourt     | Kim Clijsters        | 7-5, 7-5      | details |
| 13.              | 2006-09-09 | US Open           | hardcourt     | Justine Henin        | 6-4, 6-4      | details |
| 14.              | 2006-10-22 | WTA Zürich        | hardcourt (i) | Daniela Hantuchová   | 6-1, 4-6, 6-3 | details |
| 15.              | 2006-10-29 | WTA Linz          | hardcourt (i) | Nadja Petrova        | 7-5, 6-2      | details |
| 16.              | 2007-08-05 | WTA San Diego     | hardcourt     | Patty Schnyder       | 6-2, 3-6, 6-0 | details |
| 17.              | 2008-01-26 | Australian Open   | hardcourt     | Ana Ivanović         | 7-5, 6-3      | details |
| 18.              | 2008-02-24 | WTA Doha          | hardcourt     | Vera Zvonarjova      | 6-1, 2-6, 6-0 | details |
| 19.              | 2008-04-13 | WTA Amelia Island | gravel        | Dominika Cibulková   | 7-6, 6-3      | details |
| 20.              | 2009-10-03 | WTA Tokio         | hardcourt     | Jelena Janković      | 5-2, opg.     | details |
| 21.              | 2010-02-20 | WTA Memphis       | hardcourt (i) | Sofia Arvidsson      | 6-2, 6-1      | details |
| 22.              | 2010-05-22 | WTA Straatsburg   | gravel        | Kristina Barrois     | 7-5, 6-1      | details |
| 23.              | 2011-05-15 | WTA Rome          | gravel        | Samantha Stosur      | 6-2, 6-4      | details |
| 24.              | 2011-08-21 | WTA Cincinnati    | hardcourt     | Jelena Janković      | 4-6, 7-6, 6-3 | details |
| 25.              | 2012-04-29 | WTA Stuttgart     | gravel (i)    | Viktoryja Azarenka   | 6-1, 6-4      | details |
| 26.              | 2012-05-20 | WTA Rome          | gravel        | Li Na                | 4-6, 6-4, 7-6 | details |
| 27.              | 2012-06-09 | Roland Garros     | gravel        | Sara Errani          | 6-3, 6-2      | details |
| 28.              | 2013-03-17 | WTA Indian Wells  | hardcourt     | Caroline Wozniacki   | 6-2, 6-2      | details |
| 29.              | 2013-04-28 | WTA Stuttgart     | gravel (i)    | Li Na                | 6-4, 6-3      | details |
| 30.              | 2014-04-27 | WTA Stuttgart     | gravel (i)    | Ana Ivanović         | 3-6, 6-4, 6-1 | details |
| 31.              | 2014-05-11 | WTA Madrid        | gravel        | Simona Halep         | 1-6, 6-2, 6-3 | details |
| 32.              | 2014-06-07 | Roland Garros     | gravel        | Simona Halep         | 6-4, 6-7, 6-4 | details |
| 33.              | 2014-10-05 | WTA Peking        | hardcourt     | Petra Kvitová        | 6-4, 2-6, 6-3 | details |
| 34.              | 2015-01-10 | WTA Brisbane      | hardcourt     | Ana Ivanović         | 6-7, 6-3, 6-3 | details |
| 35.              | 2015-05-17 | WTA Rome          | gravel        | Carla Suárez Navarro | 4-6, 7-5, 6-1 | details |
| 36.              | 2017-10-15 | WTA Tianjin       | hardcourt     | Aryna Sabalenka      | 7-5, 7-6      | details |
| verloren finales |            |                   |               |                      |               |         |
| 1.               | 2004-10-24 | WTA Zürich        | hardcourt (i) | Alicia Molik         | 6-4, 2-6, 3-6 | details |
| 2.               | 2005-04-02 | WTA Miami         | hardcourt     | Kim Clijsters        | 3-6, 5-7      | details |
| 3.               | 2006-02-25 | WTA Dubai         | hardcourt     | Justine Henin        | 5-7, 2-6      | details |
| 4.               | 2006-04-01 | WTA Miami         | hardcourt     | Svetlana Koeznetsova | 4-6, 3-6      | details |
| 5.               | 2007-01-27 | Australian Open   | hardcourt     | Serena Williams      | 1-6, 2-6      | details |
| 6.               | 2007-06-17 | WTA Birmingham    | gras          | Jelena Janković      | 6-4, 3-6, 5-7 | details |
| 7.               | 2007-11-11 | WTA Championships | hardcourt (i) | Justine Henin        | 7-5, 5-7, 3-6 | details |
| 8.               | 2009-08-23 | WTA Toronto       | hardcourt     | Jelena Dementjeva    | 4-6, 3-6      | details |
| 9.               | 2010-06-13 | WTA Birmingham    | gras          | Li Na                | 5-7, 1-6      | details |
| 10.              | 2010-08-01 | WTA Stanford      | hardcourt     | Viktoryja Azarenka   | 4-6, 1-6      | details |
| 11.              | 2010-08-15 | WTA Cincinnati    | hardcourt     | Kim Clijsters        | 6-2, 6-7, 2-6 | details |
| 12.              | 2011-04-02 | WTA Miami         | hardcourt     | Viktoryja Azarenka   | 1-6, 4-6      | details |
| 13.              | 2011-07-02 | Wimbledon         | gras          | Petra Kvitová        | 3-6, 4-6      | details |
| 14.              | 2012-01-28 | Australian Open   | hardcourt     | Viktoryja Azarenka   | 3-6, 0-6      | details |
| 15.              | 2012-03-18 | WTA Indian Wells  | hardcourt     | Viktoryja Azarenka   | 2-6, 3-6      | details |
| 16.              | 2012-03-31 | WTA Miami         | hardcourt     | Agnieszka Radwańska  | 5-7, 4-6      | details |
| 17.              | 2012-08-04 | O.S. Londen       | gras          | Serena Williams      | 0-6, 1-6      | details |
| 18.              | 2012-10-07 | WTA Peking        | hardcourt     | Viktoryja Azarenka   | 3-6, 1-6      | details |
| 19.              | 2012-10-28 | WTA Championships | hardcourt (i) | Serena Williams      | 4-6, 3-6      | details |
| 20.              | 2013-03-30 | WTA Miami         | hardcourt     | Serena Williams      | 6-4, 3-6, 0-6 | details |
| 21.              | 2013-05-12 | WTA Madrid        | gravel        | Serena Williams      | 1-6, 4-6      | details |
| 22.              | 2013-06-08 | Roland Garros     | gravel        | Serena Williams      | 4-6, 4-6      | details |
| 23.              | 2015-01-31 | Australian Open   | hardcourt     | Serena Williams      | 3-6, 6-7      | details |

### WTA-finaleplaatsen vrouwendubbelspel
| nr.              | finale     | toernooi          | ondergrond    | partner             | tegenstandsters                     | score    |         |
| ---------------- | ---------- | ----------------- | ------------- | ------------------- | ----------------------------------- | -------- | ------- |
| gewonnen finales |            |                   |               |                     |                                     |          |         |
| 1.               | 2003-10-05 | WTA Japan (Tokio) | hardcourt     | Tamarine Tanasugarn | Ansley Cargill Ashley Harkleroad    | 7-6, 6-0 | details |
| 2.               | 2003-10-26 | WTA Luxemburg     | hardcourt (i) | Tamarine Tanasugarn | Olena Tatarkova Marlene Weingärtner | 6-1, 6-4 | details |
| 3.               | 2004-06-13 | WTA Birmingham    | gras          | Maria Kirilenko     | Lisa McShea Milagros Sequera        | 6-2, 6-1 | details |
| verloren finales |            |                   |               |                     |                                     |          |         |
| 1.               | 2004-02-21 | WTA Memphis       | hardcourt (i) | Vera Zvonarjova     | Åsa Svensson Meilen Tu              | 4-6, 6-7 | details |

### Gewonnen ITF-toernooien enkelspel
| nr. | datum      | toernooi       | dotatie | tegenstandster    | score       |
| --- | ---------- | -------------- | ------- | ----------------- | ----------- |
| 1.  | 2002-04-21 | Gunma          | $10.000 | Aiko Nakamura     | 6-4 6-1     |
| 2.  | 2002-08-04 | Vancouver      | $25.000 | Laura Granville   | 0-6 6-3 6-1 |
| 3.  | 2002-09-15 | Peachtree City | $25.000 | Kelly McCain      | 6-0 6-1     |
| 4.  | 2003-05-11 | Sea Island     | $25.000 | Christina Wheeler | 6-4 6-3     |

### Gewonnen juniorentoernooien enkelspel
| nr. | datum      | toernooi                                                    | graad | tegenstandster       | score   |
| --- | ---------- | ----------------------------------------------------------- | ----- | -------------------- | ------- |
| 1.  | 2001-07-23 | Ex Pilsen                                                   | 3     | Aurelija Miseviciute | 6-1 6-1 |
| 2.  | 2001-10-13 | Chanda Rubin American Junior ITF Circuit - California       | 5     | Qing Yue             | 6-2 6-0 |
| 2.  | 2001-11-12 | Chanda Rubin American Junior ITF Circuit - South California | 4     | Alexandria Liles     | 6-2 6-3 |

## Resultaten op de grote toernooien
| Legenda | Legenda                          |
| ------- | -------------------------------- |
| g.t.    | geen toernooi gehouden           |
| l.c.    | lagere categorie                 |
| –       | niet deelgenomen                 |
| G       | uitgeschakeld in de groepsfase   |
| 1R      | uitgeschakeld in de eerste ronde |
| 2R      | uitgeschakeld in de tweede ronde |
| 3R      | uitgeschakeld in de derde ronde  |
| 4R      | uitgeschakeld in de vierde ronde |
| KF      | uitgeschakeld in de kwartfinale  |
| HF      | uitgeschakeld in de halve finale |
| F       | de finale verloren               |
| W       | het toernooi gewonnen            |
| w-v     | winst/verlies-balans             |

### Enkelspel
| Toernooi                     | 2002 | 2003 | 2004 | 2005 | 2006 | 2007 | 2008 | 2009 | 2010 | 2011 | 2012 | 2013 | 2014 | 2015 | 2016 | 2017 | 2018 | 2019 | 2020 | w-v    |
| ---------------------------- | ---- | ---- | ---- | ---- | ---- | ---- | ---- | ---- | ---- | ---- | ---- | ---- | ---- | ---- | ---- | ---- | ---- | ---- | ---- | ------ |
| Grandslamtoernooien          |      |      |      |      |      |      |      |      |      |      |      |      |      |      |      |      |      |      |      |        |
| Australian Open              | –    | 1R   | 3R   | HF   | HF   | F    | W    | –    | 1R   | 4R   | F    | HF   | 4R   | F    | KF   | –    | 3R   | 4R   | 1R   | 57-15  |
| Roland Garros                | –    | 1R   | KF   | KF   | 4R   | HF   | 4R   | KF   | 3R   | HF   | W    | F    | W    | 4R   | –    | –    | KF   | –    | –    | 56-12  |
| Wimbledon                    | –    | 4R   | W    | HF   | HF   | 4R   | 2R   | 2R   | 4R   | F    | 4R   | 2R   | 4R   | HF   | –    | –    | 1R   | 1R   | –    | 46-14  |
| US Open                      | –    | 2R   | 3R   | HF   | W    | 3R   | –    | 3R   | 4R   | 3R   | HF   | –    | 4R   | –    | –    | 4R   | 4R   | 1R   | –    | 38-12  |
| winst-verlies                | 0-0  | 4-4  | 15-3 | 19-4 | 20-3 | 16-4 | 11-2 | 7-3  | 8-4  | 16-4 | 21-3 | 12-3 | 16-3 | 14-3 | 4-1  | 3-1  | 8-4  | 3-3  | 0-1  | 197-53 |
| WTA Tour Championships       |      |      |      |      |      |      |      |      |      |      |      |      |      |      |      |      |      |      |      |        |
| WTA Tour Championships       | –    | –    | W    | HF   | HF   | F    | –    | –    | –    | G    | F    | –    | G    | HF   | –    | –    | –    | –    | –    | 21-11  |
| Premier Mandatory            |      |      |      |      |      |      |      |      |      |      |      |      |      |      |      |      |      |      |      |        |
| Indian Wells                 | 2R   | 1R   | 4R   | HF   | W    | 4R   | HF   | –    | 3R   | HF   | F    | W    | 3R   | 4R   | –    | –    | 1R   | –    | –    | 38-12  |
| Miami                        | –    | 1R   | 4R   | F    | F    | 4R   | –    | –    | –    | F    | F    | F    | HF   | 2R   | –    | –    | –    | –    | –    | 33-10  |
| Madrid                       | g.t. | g.t. | g.t. | g.t. | g.t. | g.t. | g.t. | –    | 1R   | 3R   | KF   | F    | W    | HF   | –    | 2R   | KF   | –    | –    | 23-7   |
| Peking                       | g.t. | g.t. | l.c. | l.c. | l.c. | l.c. | l.c. | 3R   | 2R   | –    | F    | –    | W    | –    | –    | 3R   | –    | –    | –    | 15-4   |
| Premier Five                 |      |      |      |      |      |      |      |      |      |      |      |      |      |      |      |      |      |      |      |        |
| Doha                         | l.c. | l.c. | l.c. | l.c. | l.c. | l.c. | W    | g.t. | g.t. | l.c. | –    | HF   | –    | l.c. | –    | l.c. | 1R   | –    | –    | 8-2    |
| Rome                         | –    | –    | 3R   | HF   | –    | –    | HF   | –    | –    | W    | W    | KF   | 3R   | W    | –    | 2R   | HF   | –    | –    | 31-7   |
| Cincinnati                   | g.t. | g.t. | l.c. | l.c. | l.c. | l.c. | l.c. | –    | F    | W    | –    | 2R   | HF   | –    | –    | –    | –    | 2R   | –    | 14-4   |
| Montréal/Toronto             | –    | 1R   | 3R   | –    | –    | –    | 3R   | F    | –    | 3R   | –    | –    | 3R   | –    | –    | –    | 3R   | 1R   | –    | 11-7   |
| Tokio                        | –    | –    | 2R   | W    | HF   | HF   | –    | W    | 1R   | KF   | KF   | –    | l.c. | l.c. | l.c. | l.c. | l.c. | l.c. | l.c. | 19-6   |
| Wuhan                        | g.t. | g.t. | g.t. | g.t. | g.t. | g.t. | g.t. | g.t. | g.t. | g.t. | g.t. | g.t. | 3R   | 2R   | –    | –    | –    | –    | –    | 1-2    |
| Voormalige Tier I-toernooien |      |      |      |      |      |      |      |      |      |      |      |      |      |      |      |      |      |      |      |        |
| Charleston                   | –    | 1R   | –    | –    | –    | –    | KF   | l.c. | l.c. | l.c. | l.c. | l.c. | l.c. | l.c. | l.c. | l.c. | l.c. | l.c. | l.c. | 2-2    |
| Moskou                       | –    | –    | –    | KF   | KF   | 2R   | –    | l.c. | l.c. | l.c. | l.c. | l.c. | l.c. | l.c. | l.c. | l.c. | l.c. | l.c. | l.c. | 2-2    |
| Berlijn                      | –    | –    | 3R   | KF   | –    | –    | –    | g.t. | g.t. | g.t. | g.t. | g.t. | g.t. | g.t. | g.t. | g.t. | g.t. | g.t. | g.t. | 4-2    |
| San Diego                    | l.c. | l.c. | KF   | –    | W    | W    | g.t. | g.t. | l.c. | l.c. | l.c. | l.c. | g.t. | l.c. | g.t. | g.t. | g.t. | g.t. | g.t. | 12-1   |
| Zürich                       | –    | –    | F    | –    | W    | –    | l.c. | g.t. | g.t. | g.t. | g.t. | g.t. | g.t. | g.t. | g.t. | g.t. | g.t. | g.t. | g.t. | 7-1    |
| Olympische Spelen            |      |      |      |      |      |      |      |      |      |      |      |      |      |      |      |      |      |      |      |        |
| Olympische Spelen            | g.t. | g.t. | –    | g.t. | g.t. | g.t. | –    | g.t. | g.t. | g.t. | F    | g.t. | g.t. | g.t. | –    | g.t. | g.t. | g.t. | –    | 5-1    |
| Statistieken                 |      |      |      |      |      |      |      |      |      |      |      |      |      |      |      |      |      |      |      |        |
| titels per jaar              | 0    | 2    | 5    | 3    | 5    | 1    | 3    | 1    | 2    | 2    | 3    | 2    | 4    | 2    | 0    | 1    | 0    | 0    | 0    | 36     |
| eindejaarsranking            | 186  | 32   | 4    | 4    | 2    | 5    | 9    | 14   | 18   | 4    | 2    | 4    | 2    | 4    | –    | 60   | 29   | 136  |      | n.v.t. |

### Vrouwendubbelspel
| Toernooi        | 2003 | 2004 |
| --------------- | ---- | ---- |
| Australian Open | 2R   | 2R   |
| Roland Garros   | –    | –    |
| Wimbledon       | –    | –    |
| US Open         | 2R   | –    |

## Trivia
- Sjarapova staat bekend om haar harde gekreun tijdens wedstrijden. Op Wimbledon 2005 produceerde zij tijdens een match daarbij 101 dB, ongeveer het volume van een van korte afstand waargenomen sirene van een politie-auto.[14]

## Prijzen
2003
- Women's Tennis Association (WTA) Newcomer of the Year

2004
- WTA Player of the Year
- WTA Most Improved Player of the Year

2005
- ESPY Best Female Tennis Player
- Beste tennisspeelster van Rusland in het jaar 2005
- Master of Sports of Russia
- Prix de Citron Roland Garros

2006
- Beste tennisspeelster van Rusland in het jaar 2006
- Whirlpool 6th Sense speelster van het jaar

2007
- ESPY Best Female Tennis Player
- ESPY Best International Female Athlete
- ESPN Hottest Female Athlete

2008
- Atlete van de maand januari 2008, benoemd door de United States Sports Academy, voor haar prestaties op het Australian Open
- ESPY Best Female Tennis Player

2010
- WTA Fan Favorite Singles Player
- WTA Humanitarian Of The Year
- WTA Most Fashionable Player (On Court)
- WTA Most Fashionable Player (Off Court)
- WTA Most Dramatic Expression (2010)

2012
- ESPY Best Female Tennis Player